# NGC 6876
NGC 6876 (други обозначения – PGC 64447, ESO 73 – 35, AM 2014 – 710) е елиптична галактика (E3) в съзвездието Паун.
Обектът присъства в оригиналната редакция на „Нов общ каталог“.